# Dundalk Football Club 1981-1982
Questa voce raccoglie le informazioni riguardanti il Dundalk Football Club nelle competizioni ufficiali della stagione 1981-1982.

## Stagione
Immediatamente eliminato dalla Coppa di Lega per mano del Drogheda Utd, nel periodo compreso fra i mesi di settembre e ottobre il Dundalk migliorò le proprie prestazioni ottenendo il passaggio del turno in Coppa delle Coppe grazie a una netta vittoria casalinga nella gara di ritorno contro il Fram Reykjavík e rimase a punteggio pieno fino alla quinta giornata del campionato.
In seguito all'eliminazione dalla Coppa delle Coppe da parte del Tottenham, i Lilywhites accusarono una flessione che permise ai Bohemians di sopravanzarli in vetta alla classifica del campionato, fino a raggiungere un vantaggio di 10 punti. Recuperato successivamente il distacco, il Dundalk poté festeggiare il sesto titolo del proprio palmarès all'ultima giornata, battendo i campioni uscenti dell'Athlone Town.
Pochi giorni prima della vittoria del titolo, i Lilywhites erano stati eliminati dagli stessi Bohs nella semifinale della FAI Cup, al termine di un incontro ridisputatosi per quattro volte per il permanere della situazione di parità al termine dei tempi supplementari.

## Maglie e sponsor
Lo sponsor tecnico per la stagione 1981-1982 è O'Neills, mentre lo sponsor ufficiale è National Aluminium.
| Manica sinistra · Manica sinistra · Maglietta · Maglietta · Manica destra · Manica destra · Pantaloncini · Calzettoni | Manica sinistra · Manica sinistra · Maglietta · Maglietta · Manica destra · Manica destra · Pantaloncini · Calzettoni |  |

## Rosa
Fonte:
| N. |                        | Ruolo | Calciatore       |
| -- | ---------------------- | ----- | ---------------- |
|    | Inghilterra (bandiera) | P     | Richie Blackmore |
|    | Irlanda (bandiera)     | P     | Jody Byrne       |
|    | Irlanda (bandiera)     | D     | Paddy Dunning    |
|    | Irlanda (bandiera)     | D     | Eamonn Gregg     |
|    | Irlanda (bandiera)     | D     | Martin Lawlor    |
|    | Irlanda (bandiera)     | D     | Tommy McConville |
|    | Irlanda (bandiera)     | D     | Eddie Rogers     |
|    | Irlanda (bandiera)     | D     | Dessie Todd      |
|    | Irlanda (bandiera)     | C     | John Archbold    |
|    | Irlanda (bandiera)     | C     | Sean Byrne       |
|    | Irlanda (bandiera)     | C     | Mick Fairclough  |

| N. |                             | Ruolo | Calciatore     |
| -- | --------------------------- | ----- | -------------- |
|    | Irlanda (bandiera)          | C     | Leo Flanagan   |
|    | Irlanda (bandiera)          | C     | Barry Kehoe    |
|    | Irlanda (bandiera)          | C     | Robbie Lawlor  |
|    | Irlanda del Nord (bandiera) | C     | Tony O'Doherty |
|    | Irlanda (bandiera)          | C     | Jimmy Reilly   |
|    | Irlanda (bandiera)          | A     | Hilary Carlyle |
|    | Irlanda (bandiera)          | A     | Jerome Clarke  |
|    | Irlanda (bandiera)          | A     | Willie Crawley |
|    | Irlanda (bandiera)          | A     | Brian Duff     |
|    | Irlanda (bandiera)          | A     | Oliver Ralph   |
|    | Irlanda (bandiera)          | A     | Mick Leech     |

## Risultati
Fonte:

### A Division

#### Girone di andata
| Dundalk 10 settembre 1981 1ª giornata | Dundalk | 2 – 0 | UCD | Oriel Park |

| Cork 20 settembre 1981 2ª giornata | Cork United | 0 – 2 | Dundalk | Turner's Cross |

| Dundalk 27 settembre 1981 3ª giornata | Dundalk | 3 – 0 | Finn Harps | Oriel Park |

| Dublino 4 ottobre 1981 4ª giornata | Shelbourne | 3 – 0 | Dundalk | Tolka Park |

| Dundalk 11 ottobre 1981 5ª giornata | Dundalk | 4 – 0 | Galway Rovers | Oriel Park |

| Thurles 18 ottobre 1981 6ª giornata | Thurles Town | 0 – 0 | Dundalk | Greyhound Stadium |

| Dundalk 25 ottobre 1981 7ª giornata | Dundalk | 1 – 4 | Bohemians | Oriel Park |

| Drogheda 1º novembre 1981 8ª giornata | Drogheda Utd | 1 – 1 | Dundalk | Lourdes Stadium |

| Dundalk 8 novembre 1981 9ª giornata | Dundalk | 3 – 1 | Waterford | Oriel Park |

| Sligo 15 novembre 1981 10ª giornata | Sligo Rovers | 2 – 1 | Dundalk | Showgrounds |

| Dundalk 22 novembre 1981 11ª giornata | Dundalk | 0 – 1 | Shamrock Rovers | Oriel Park |

| Dublino 29 novembre 1981 12ª giornata | Home Farm | 2 – 3 | Dundalk | Tolka Park |

| Dundalk 6 dicembre 1981 13ª giornata | Dundalk | 7 – 1 | Athlone Town | Oriel Park |

| Limerick 13 dicembre 1981 14ª giornata | Limerick Utd | 4 – 2 | Dundalk | Jackman Park |

| Dundalk 20 dicembre 1981 15ª giornata | Dundalk | 2 – 0 | St Patrick's | Oriel Park |

#### Girone di ritorno
| Dublino 27 dicembre 1981 16ª giornata | UCD | 1 – 1 | Dundalk | UCD Dome |

| Dundalk 3 gennaio 1982 17ª giornata | Dundalk | 3 – 0 | Cork United | Oriel Park |

| Dundalk 17 gennaio 1982 18ª giornata | Dundalk | 0 – 3 | Shelbourne | Oriel Park |

| Galway 24 gennaio 1982 19ª giornata | Galway Rovers | 1 – 2 | Dundalk | Terryland Park |

| Dundalk 31 gennaio 1982 20ª giornata | Dundalk | 1 – 2 | Thurles Town | Oriel Park |

| Dublino 14 febbraio 1982 21ª giornata | Bohemians | 0 – 0 | Dundalk | Dalymount Park |

| Dundalk 21 febbraio 1982 22ª giornata | Dundalk | 5 – 1 | Drogheda Utd | Oriel Park |

| Waterford 28 febbraio 1982 23ª giornata | Waterford United | 1 – 1 | Dundalk | Kilcohan Park |

| Dundalk 14 marzo 1982 24ª giornata | Dundalk | 1 – 0 | Sligo Rovers | Oriel Park |

| Ballybofey 17 marzo 1982 25ª giornata | Finn Harps | 0 – 2 | Dundalk | Finn Park |

| Dublino 21 marzo 1982 26ª giornata | Shamrock Rovers | 1 – 1 | Dundalk | Glenmalure Park |

| Dublino 28 marzo 1982 27ª giornata | Home Farm | 2 – 1 | Dundalk | Tolka Park |

| Dundalk 11 aprile 1982 28ª giornata | Dundalk | 1 – 0 | Limerick Utd | Oriel Park |

| Dublino 18 aprile 1982 29ª giornata | St Patrick's | 1 – 0 | Dundalk | Richmond Park |

| Athlone 25 aprile 1982 30ª giornata | Athlone Town | 1 – 2 | Dundalk | St Mel's Park |

### LOI Cup
Fonte:
| Drogheda 3 agosto 1981 Primo turno           | Drogheda Utd         | 0 – 0 | Dundalk | Lourdes Stadium |
| \| \| \| \| \| \| Tiri di rigore 5 – 4 \| \| |                      |       |         |                 |
|                                              |                      |       |         |                 |
|                                              | Tiri di rigore 5 – 4 |       |         |                 |

### FAI Cup
Fonte:
| Dundalk 1982 Quarto turno | Dundalk | 1 – 0 | Thurles Town | Oriel Park |

| Dundalk 17 febbraio 1982 Turno intermedio | Dundalk | 4 – 3 | Cork Utd | Oriel Park |

| Dundalk 7 marzo 1982 Quarti di finale | Dundalk | 2 – 0 | Galway Rovers | Oriel Park |

| Dublino 2 aprile 1982 Semifinale | Bohemians | 3 – 3 (d.t.s.) | Dundalk | Tolka Park |

| Dublino 6 aprile 1982 Semifinale - Primo replay | Dundalk | 0 – 0 (d.t.s.) | Bohemians | Glenmalure Park |

| Dublino 14 aprile 1982 Semifinale - Secondo replay | Bohemians | 1 – 1 (d.t.s.) | Dundalk | Tolka Park |

| Dublino 21 aprile 1982 Semifinale - Terzo replay | Dundalk | 1 – 2 | Bohemians | Tolka Park |

### Coppa delle Coppe
| Arbitro: | Smith |

|                               |           |                |
| Torfason 65’ Sveinjónsson 82’ | Marcatori | 35’ Fairclough |

| Arbitro: | Månsson |

|                                                       |           |  |
| Flanagan 4’ (rig.) Fairclough 23’ Lawlor 49’ Duff 62’ | Marcatori |  |

| Arbitro: | Delmer |

|                |           |            |
| Fairclough 82’ | Marcatori | 63’ Crooks |

| Arbitro: | Rion |

|            |           |  |
| Crooks 63’ | Marcatori |  |

## Statistiche

### Statistiche di squadra
| Competizione      | Punti | Totale | Totale | Totale | Totale | Totale | Totale | DR  |
| Competizione      | Punti | G      | V      | N      | P      | Gf     | Gs     | DR  |
| ----------------- | ----- | ------ | ------ | ------ | ------ | ------ | ------ | --- |
| A Division        | 80    | 30     | 20     | 6      | 4      | 61     | 24     | +37 |
| LOI Cup           | -     | 1      | 0      | 1      | 0      | 0      | 0      | 0   |
| FAI Cup           | -     | 7      | 3      | 3      | 1      | 12     | 9      | +3  |
| Coppa delle Coppe | -     | 4      | 1      | 1      | 2      | 6      | 4      | +2  |
| Totale            | -     | 42     | 24     | 11     | 7      | 79     | 37     | +42 |

### Statistiche dei giocatori
| Giocatore     | A Division | A Division | FAI Cup  | FAI Cup | LOI Cup  | LOI Cup | Coppa delle Coppe | Coppa delle Coppe | Totale   | Totale |
| Giocatore     | Presenze   | Reti       | Presenze | Reti    | Presenze | Reti    | Presenze          | Reti              | Presenze | Reti   |
| ------------- | ---------- | ---------- | -------- | ------- | -------- | ------- | ----------------- | ----------------- | -------- | ------ |
| J. Archbold   | 8          | 1          | 2        | 0       | 1        | 0       | 4                 | 0                 | 15       | 1      |
| R. Blackmore  | 30         | -24        | 7        | -9      | 1        | 0       | 4                 | -4                | 42       | -37    |
| J. Byrne      | 0          | -0         | 0        | -0      | 0        | -0      | 0                 | -0                | 0        | -0     |
| S. Byrne      | 29         | 8          | 7        | 0       | 1        | 0       | 4                 | 0                 | 41       | 8      |
| H. Carlyle    | 22         | 11         | 4        | 0       | 4        | 0       | 4                 | 0                 | 34       | 11     |
| J. Clarke     | 15         | 1          | 5        | 0       | 0        | 0       | 0                 | 0                 | 20       | 1      |
| W. Crawley    | 8          | 1          | 3        | 3       | 1        | 0       | 0                 | 0                 | 12       | 4      |
| P. Dunning    | 29         | 1          | 7        | 0       | 0        | 0       | 4                 | 0                 | 40       | 1      |
| B. Duff       | 14         | 4          | 1        | 0       | 4        | 0       | 3                 | 1                 | 22       | 5      |
| M. Fairclough | 27         | 15         | 7        | 2       | 1        | 0       | 4                 | 3                 | 39       | 20     |
| L. Flanagan   | 30         | 8          | 7        | 2       | 1        | 0       | 4                 | 1                 | 42       | 11     |
| E. Gregg      | 30         | 1          | 7        | 0       | 1        | 0       | 4                 | 0                 | 42       | 1      |
| B. Kehoe      | 30         | 4          | 7        | 2       | 1        | 0       | 4                 | 0                 | 42       | 6      |
| M. Lawlor     | 29         | 3          | 7        | 0       | 1        | 0       | 4                 | 1                 | 41       | 4      |
| R. Lawlor     | 5          | 1          | 4        | 0       | 1        | 0       | 0                 | 0                 | 10       | 1      |
| M. Leech      | 0          | 0          | 0        | 0       | 0        | 0       | 0                 | 0                 | 0        | 0      |
| T. McConville | 30         | 0          | 7        | 0       | 1        | 0       | 4                 | 0                 | 42       | 0      |
| T. O'Doherty  | 0          | 0          | 0        | 0       | 0        | 0       | 0                 | 0                 | 0        | 0      |
| O. Ralph      | 14         | 4          | 7        | 1       | 0        | 0       | 0                 | 0                 | 21       | 5      |
| J. Reilly     | 0          | 0          | 0        | 0       | 0        | 0       | 1                 | 0                 | 1        | 0      |
| E. Rogers     | 0          | 0          | 0        | 0       | 0        | 0       | 0                 | 0                 | 0        | 0      |
| D. Todd       | 0          | 0          | 0        | 0       | 0        | 0       | 0                 | 0                 | 0        | 0      |